# 民生路站
民生路站位于中华人民共和国上海市浦东新区张杨路与民生路交叉口，是上海地铁6号线与18号线的地铁车站，也是换乘站，6号线部分于2007年12月29日启用，车站以亮绿色作為佈置的主要色彩；18号线部分于2021年12月30日启用。

## 车站结构

### 车站楼层
| 地面层   | 出入口             | 1-6出入口                              |  |  |
| 地下一层 | 6号线站厅          | 票务服务、自动售票机、人工服务台       |  |  |
| 地下二层 | 18号线站厅         | 票务服务、自动售票机、人工服务台       |  |  |
|          | 侧式站台，右侧开门 |                                        |  |  |
|          |                    | █ 6号线 往东方体育中心（源深体育中心） |  |  |
|          |                    | █ 6号线 存车线                         |  |  |
|          |                    | █ 6号线 往港城路（北洋泾路）           |  |  |
|          | 侧式站台，右侧开门 |                                        |  |  |
| 地下三层 | ④站台              | █ 18号线 往长江南路（昌邑路）          |  |  |
|          | 岛式站台，左侧开门 |                                        |  |  |
|          | ③站台              | █ 18号线 往航头（杨高中路）            |  |  |

## 车站出口
民生路站共有6个出入口，其中1、3号口连通6号线站厅，随18号线建设改建的新2号口、4-6号口连通18号线站厅，各出入口如下所示：
| 出口编号            | 出口指示       | 照片           |
| 连通 6号线站厅      | 连通 6号线站厅 | 连通 6号线站厅 |
| ------------------- | -------------- | -------------- |
| 1 · 出口 · （设有） | 张杨路，民生路 |                |
| 3 · 出口            | 张杨路         |                |
| 连通 18号线站厅     |                |                |
| 2 · 出口            | 张杨路，民生路 |                |
| 4 · 出口 · （设有） | 民生路         |                |
| 5 · 出口            | 民生路         |                |
| 6 · 出口            | 民生路，羽山路 |                |
| 图例： 设有         |                |                |

## 公交换乘
169、339、630、638、736、783、790、791、961、794、975、983